# یوری استیوپکین
یوری استیوپکین (روسی: Юрий Викторович Стёпкин؛ زادهٔ ۱۵ اکتبر ۱۹۷۱) جودوکار اهل روسیه بود.